# Paradysderina montana
Espèce
Synonymes
- Oonops montanus Keyserling, 1883
- Dysderina montana (Keyserling, 1883)

Paradysderina montana est une espèce d'araignées aranéomorphes de la famille des Oonopidae.

## Distribution
Cette espèce est endémique de la région de Cajamarca au Pérou,.

## Description
Le mâle décrit par Platnick et Dupérré en 2011 mesure 1,97 mm et la femelle 1,83 mm.

## Publication originale
- Keyserling, 1883 : Neue Spinnen aus Amerika. IV. Verhandlungen der kaiserlich-königlichen Zoologisch-botanischen Gesellschaft in Wien, vol. 32, p. 195-226 (texte intégral).